# Lápi csalán
A lápi csalán vagy kúszó csalán (Urtica kioviensis) a csalánfélék családjába tartozó védett, endemikus növényfaj.

## Leírása

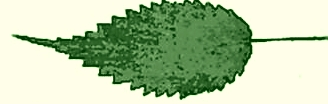
A lápi csalán levelének sarlósan elhajló csúcsi levélfoga

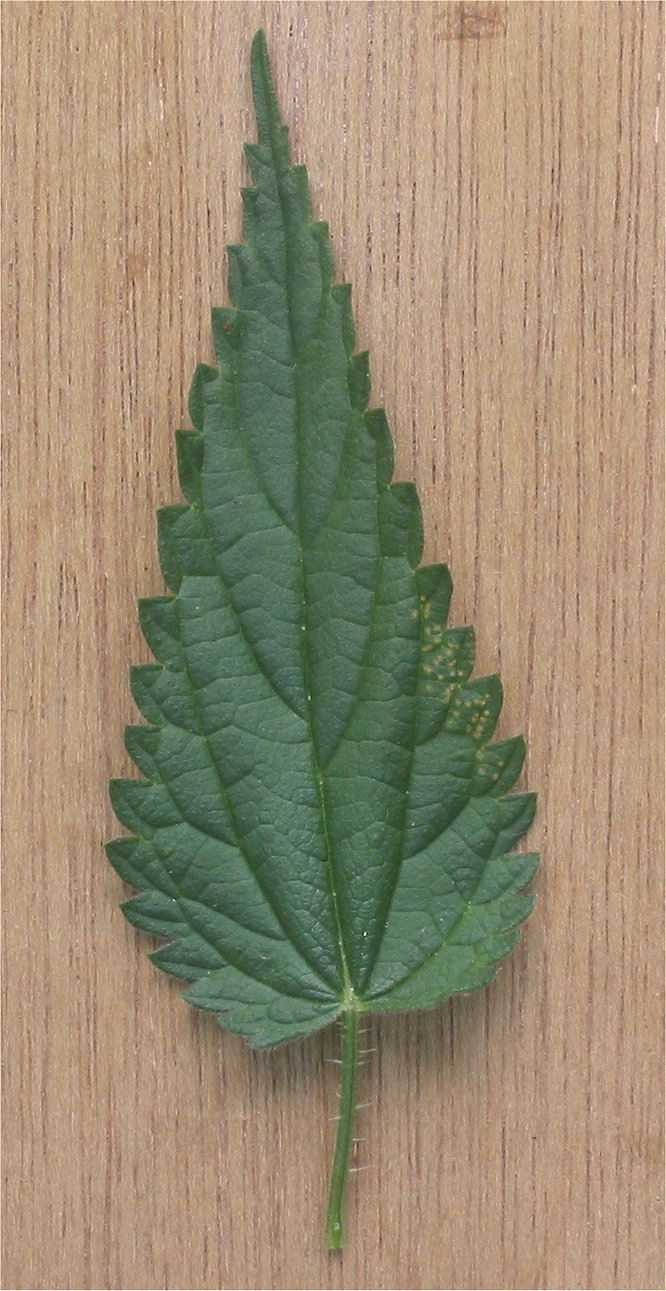
A nagy csalán levele

Gyöktörzsének gyenge fateste és bélszöveti aerenchimája mellett szárának tág üregű háncsrostjai és szabályos bélürege különbözteti meg a nagy csalántól. További különbségek: a duzzadt, övszerűen befűződő szár, a lebenyes, tövüknél gyakran összenövő pálhák és a sarlósan elhajló csúcsi levélfog.